# Hyperchiria bicolor
Hyperchiria bicolor är en fjärilsart som beskrevs av Eugène Louis Bouvier 1930. Hyperchiria bicolor ingår i släktet Hyperchiria och familjen påfågelsspinnare. Inga underarter finns listade i Catalogue of Life.